# Saint-Jean-de-Savigny
Saint-Jean-de-Savigny är en kommun i departementet Manche i regionen Normandie i norra Frankrike. Kommunen ligger i kantonen Saint-Clair-sur-l'Elle som tillhör arrondissementet Saint-Lô. År 2022 hade Saint-Jean-de-Savigny 422 invånare.

## Befolkningsutveckling
Antalet invånare i kommunen Saint-Jean-de-Savigny
| Referens: INSEE |